# Batzarro
Batzarro (Wayne Bruce) è un personaggio dei fumetti DC Comics. È un doppione invertito di Batman, così come Bizzarro lo è di Superman. Mentre la versione Bizzarro di Batman fece la sua prima comparsa nella continuità pre-Crisi in World's Finest Comics n. 156 (marzo 1966), la sua prima apparizione nella continuità post-Crisi fu in Superman/Batman n. 20 (giugno 2005), che fu scritto da Jeph Loeb. Loeb inserì segretamente il personaggio in un pannello in Superman n. 181 (aprile 2002), in cui la silhouette di Batzarro comparve in una finestra di un autobus.

## Caratteristiche del personaggio
Le sue origini sono sconosciute, ma il suo modo di parlare è quasi identico a quello di Bizzarro. Proprio come Bizzarro ha una "S" al contrario sul petto, Batzarro possiede il simbolo di Batman a testa in giù. Possiede anche una cintura d'utilità come quella di Batman, tuttavia la indossa all'in giù, con gli scomparti segreti aperti. Si autodefinisce inoltre il "Peggiore Detective del Mondo". Utilizza una larga catena d'acciaio come arma e rampino, e nient'altro. Sembra che gli manchino gli occhi e ha i denti devastati dalla carie. Inoltre ha affermato, al contrario di ciò che successe a Batman, di aver assassinato i suoi genitori. Batzarro ha anche l'abitudine di pensare a voce alta, spesso ripetendo ciò che era già stato affermato dalla sua mente, proprio l'opposto dell'abitudine di Batman di contemplare in silenzio.

## Storia
Nella sua prima apparizione in Superman/Batman, Batzarro presentò sé stesso a Bizzarro come "Batzarro, il Peggiore Detective del Mondo". Lo si vide con due pistole, uccidere una coppia che camminava per Crime Alley, opposto delle origini di Batman. Bizzarro si sentì triste per lui dato che non usciva molto a causa della sua scarsità di amici. Batzarro affermò che egli veniva dallo stesso posto di Bizzarro e che voleva essere un eroe proprio come il suo idolo, Batman. Bizzarro si offrì di formare con lui una squadra e Batzarro accettò. I due si strinsero la mano e subito Bizzarro si sentì strano. Batzarro ne fu divertito e rivelò un frammento di kryptonite blu che trovò dopo la pioggia di meteoriti. Bizzarro volò via e ritornò normale e disse a Batzarro che sarebbe tornato per aiutarlo a risolvere i casi di omicidi che Batzarro aveva appena commesso. Batzarro lo ringraziò e promise di non tornare sulla scena del crimine per non contaminare gli indizi (è da notare che l'intera discussione fu svolta nella lingua negativa di Bizzarro).
Al tempo sembrò che sebbene Batzarro tentasse di aiutare Batman, il suo linguaggio e i suoi modi rendevano difficile esserne sicuri. Secondo Bizzarro "Lui no viene da stesso posto di Bizzarro #1. Questo è perché noi così diversi". Potrebbe essere un clone fallito di Batman o un Batman di un altro pianeta o di un'altra realtà. Tuttavia, è probabile che questa affermazione fu effettivamente invertita dovuto al linguaggio di Bizzarro. Quindi, può essere letto come dice Batzarro, cioè che egli proviene dallo stesso luogo di Bizzarro, ed è per questo che sono così simili. Fu rivelato che Batzarro fu creato dal Joker, quindi deriva dallo stesso luogo d'origine di Bizzarro #1. Furono entrambi creati dal Joker.
Batzarro incontrò apparentemente la sua fine quando intralciò il cammino di una pallottola sparata dal Joker per salvare la vita del suo idolo in Superman/Batman n. 24. Prima di ciò, Batman non seppe mai dell'esistenza di Batzarro e il Joker gli disse di averlo creato in modo da avere il piacere di uccidere "un Batman". Batzarro fu visto l'ultima volta intrappolato nella Zona Fantasma da Bizzarro nel tentativo di guarirlo.
Tuttavia, riapparve nello speciale Infinite Halloween con Bizzarro, che sembrò aver avuto successo nel ristabilirlo. Apparve essere divenuto un combattente del crimine più intelligente e competente. Bizzarro sembrò disapprovare i suoi metodi e lo chiamò il "Non-Bruce". Da notare che questa storia ebbe luogo prima di Detective Comics n. 822 quando l'Enigmista era ancora un truffatore.

## Cambio di Continuità di Crisi infinita
A causa dei cambiamenti radicali attraverso tutta la continuità dell'Universo DC mostrato in Crisi infinita, esiste una Terra separata nel multiverso, in cui dimorano i cittadini-Bizzarro. Questa potrebbe essere una spiegazione plausibile alle origini di Batzarro, dato il coinvolgimento di altri personaggi cosmici in questa storia (come Mr. Mxyzptlk).

## Fuga dal Mondo Bizzarro
Action Comics n. 856, scritto da Geoff Johns e dal regista di Superman Richard Donner, con illustrazioni di Eric Powell, introdusse un Batman Bizzarro, creato da Bizzarro #1 sul suo nuovo Mondo Bizzarro. Questo è un personaggio completamente diverso e separato da Batzarro.

## Videogiochi
Batzarro è in lista per essere introdotto nell'imminente videogioco DC Universe Online.